# 措尼仁波切
措尼仁波切（藏語：ཚོགས་གཉིས་རིན་པོ་ཆེ།，威利转写：tshogs gnyis rin po che，THL：tsok-nyi rin-po-ché），本名：阿旺・措尼・嘉措（藏語：ངག་དབང་ཚོགས་གཉིས་རྒྱ་མཚོ།，THL：Nga-wang Tsok-nyi Gya-mtso，1966年3月13日—），尼泊爾佛教人物 。「措尼」的「措」在藏文是積聚，「尼」是二，合起來指「（福慧）二資糧」。
出生於寧瑪派秋吉林巴伏藏師家族中，其父為祖古．烏金仁波切（Tulku Urgyen Rinpoche ，1920 -1996），其弟為詠給‧明就仁波切（Yongey Mingyur Rinpoche，1975-）。八歲時，被第十六世噶瑪巴認證為三世措尼仁波切之轉世而獲得其稱號。
現為在家瑜伽士。

## 前世

### 第一世措尼仁波切
第一世措尼仁波切出生於十九世紀初，為西藏東部囊謙地區的下層階級，透過精進實修，成為竹巴噶舉及寧瑪派傳承的非凡成就者，名揚四方，被王室恭奉為國師，且認定為偉大伏藏師惹那林巴、及密勒日巴心子惹瓊巴的化身。十九世紀中葉，第一世仁波切囑咐弟子倉央加措在囊謙地區建設給洽尼寺，為女性修行者創立特殊的措尼傳承，並興建多座尼寺，此創舉使得措尼傳承在以男性為主的藏傳傳佛教中成為非常特殊的傳承。

### 第二世措尼仁波切
第二世措尼仁波切於二十世紀上半期出生於曩謙國王家族，在古代曩謙的首都Nangchen Ghar的確區寺院Tsechu. Gon學習、修持， 由第六世康祖仁波切領受那洛六法，精通第一世措尼仁波切的所有法教，並延續第一世的佛行事業，繼續引導曩謙地區接受第一世措尼仁波切傳授措尼傳承教法的僧眾及尼眾們。第三世措尼仁波切主要上師之一的阿德仁波切及亦在其座下學習。

## 持有傳承
措尼仁波切幼年起就從父親祖古烏金仁波切領受心性的指引練習等。又由於法座之故，措尼仁波切還從寧瑪派與竹巴噶舉派的耆老處接受措尼傳承、惹那林巴伏藏等等的教法。措尼仁波切的主要上師有其父親祖古烏金仁波切、第八世康祖仁波切、頂果欽哲仁波切、紐修堪仁波切、阿德仁波切等等。

## 教學特色
措尼仁波切對於大圓滿法教採取開放的態度，認為所有遠近傳承的大圓滿的教導都是正確的、無誤本覺的心性引導，包含：惹那林巴、秋吉林巴、第一世措尼仁波切、祖古烏金仁波切等等傳承。
措尼仁波切長期觀察東西方快速步調的現代生活對人們「微細身」造成的干擾，結合西方心理學、神經認知學等科學知識與佛法見地，融合出特殊風格的教法如「握手練習」等，引導弟子及世界各地的學生們修持，讓學習者得到初步的安適。2017年措尼仁波切正式將「微細身」納入為「大圓滿立斷」的前行課程，學員需先圓滿完成微細身課程，才能參加「大圓滿立斷一～心性指引」以及後續的相關課程，以此做為弟子修持大圓滿、大手印等法教的良好基礎。
措尼仁波切於2013年至2016年在臺灣、香港、新加坡及馬來西亞，陸續舉辦了「微細身」、「大圓滿立斷一～心性指引」、「大圓滿立斷二」、「大圓滿-椎擊三要」、「中陰教法」、「五毒自解脫」等課程，均獲得非常熱烈的反應。

### 與南傳佛教的對話
措尼仁波切曾與南傳佛教僧人阿姜阿馬羅在位於美國加州北部的靈岩禪修中心一同指導禪修，座中大圓滿智慧與泰國森林傳統禪法相輝映，見於阿姜阿馬羅《小船與大山》一書。

## 佛行事業

### 傳統寺院
第三世措尼仁波切為東藏曩謙地區的2000多位尼眾及900多位僧眾，和50多所修行及閉關中心的精神導師，亦為尼泊爾兩座修持措尼傳承的尼寺噶貢寺、給洽寺（Tsoknyi Gechak Ling）的指導上師。仁波切為了護持尼眾修持，以及使缺乏教育機會的尼泊爾女孩獲得教育，以尼泊爾確巴的給恰寺為基礎，規劃與佛法結合的現代教育及長期閉關中心，除了完整的小學教育外，另設有佛學院、高級佛學院。阿尼們在小學學習英文、藏文、尼泊爾文及數學等現代生活所需的知識，在佛學院培養慈悲心和菩提心，並接受九年完整的佛學教育，學習重要的經典、佛學課題、因明學、辯經及形而上學。修畢所有的課程，將成為博學多聞者並具有教導他人的能力，得以將佛法傳播到全世界。

### 芬陀利迦佛學會
第三世措尼仁波切結合傳統法教與現代方法，自1991年起，於世界各地教導藏傳佛教大圓滿相關的心性法教，並在世界各地，包括美國（1994年）、英國、瑞士、德國、波蘭、台灣、馬來西亞、香港等地設立「芬陀利迦佛學會」（Pundarika Foundation），以支持仁波切在佛法教學與人道工作上的運作。另建有現代化的國際閉關中心，全年提供給國外的長、短期禪修者和尼眾共同學習佛法的處所，並不定期安排仁波切、尼師或堪布授課。美國的閉關中心「耶謝讓薩」（Yeshe Rangsal）則坐落在科羅拉多州克雷斯通。

## 著作

### 中文出版品
- 《菩提心的滋味：到彼岸那六條完美的路》，2017，朱穆金, 多傑喇嘛 譯，眾生出版文化有限公司出版。ISBN 9789866091834
- 《在俗世自在生活的--大圓滿之道》，2017，劉婉俐 譯，靈鷲山般若文教基金會附設出版社出版。譯自Fearless Simplicity。（原《大圓滿生活》之再版）ISBN 9789869559119
- 《中陰解脫門：生死之旅一定要記得的6件事》，2016， 台灣芬陀利迦翻譯小組翻譯， 眾生出版文化有限公司出版。ISBN 9789866091698
- 《愛與微細身》，2015， 台灣芬陀利迦翻譯小組翻譯， 眾生出版文化有限公司出版。ISBN 9789866091520
- 《醒了就好：擁抱真愛的14段旅程》 ，2015，林瑞冠 譯，眾生文化出版有限公司出版。譯自 Open Heart , Open Mind。ISBN 9789866091247
- 《覺醒一瞬間：大圓滿心性禪修指引》，2014，連德禮 譯，眾生文化出版有限公司出版。譯自Carefree Dignity。ISBN 9789866091384
- 《大圓滿生活》，2014，劉婉俐 譯，靈鷲山般若文教基金會附設出版社出版。譯自Fearless Simplicity。ISBN 9868479630

### 英文出版品
- Tsoknyi Rinpoche, Open Heart, Open Mind—Awakening the Power of Essence Love, New York: Harmony, 2012 ISBN 978-0-307-88820-4
- Tsoknyi Rinpoche, Carefree Dignity: Discourses on Training in the Nature of Mind (Boudhanath, Hong Kong & Esby: Rangjung Yeshe Publications, 1998)  ISBN 9789627341321
- Tsoknyi Rinpoche, Fearless Simplicity: The Dzogchen Way of Living Freely in a Complex World, (Boudhanath, Hong Kong & Esby: Rangjung Yeshe Publications, 2003) ISBN 962-7341-48-7
- Tsokyni, Rinpoche, Sylvia Boorstein, Norman Fischer, "Solid Ground: Buddhist Wisdom for Difficult Times," (Berkeley: Parallax Press, 2011) ISBN 9781935209812

## 引用文獻
1. ↑  . Rigpa Wiki.   [29 April 2012]. （原始内容存档于2021-02-14）.其前世為竹旺•措尼仁波切Drubwang Tsoknyi Rinpoche
2. ↑  Ajahn Amaro. . 2002  [2022-03-15]. ISBN 0-9620640-6-8. （原始内容存档于2021-10-30）.
3. ↑  . 台灣芬陀利迦佛學會. 2014-09-19  [2022-03-17]. （原始内容存档于2017-06-30）.

## 外部連結
- Official 英文官網中自傳 （页面存档备份，存于）
- 中文官網「台灣芬陀利迦」中自傳 （页面存档备份，存于）
- 解密維基中「當代108位藏密上師」專案中 措尼仁波切的頁面 （页面存档备份，存于）